# Дынчев, Михаил Григорьевич
Михаил Григорьевич Дынчев (21 ноября 1935, Девнинское, Днепропетровская область — 30 марта 1983, Приазовский район, Запорожская область) — передовик советского сельского хозяйства, комбайнёр колхоза имени Свердлова Приазовского района Запорожской области, Герой Социалистического Труда (1966).

## Биография
Родился в 1935 году в селе Девнинское Приазовского района Днепропетровской области, ныне Приазовского района Запорожской области в албанской семье крестьянина. С раннего детства работал в домашнем хозяйстве. В 1948 году был принят на работу в колхоз имени Свердлова. Стал трудиться пастухом на выпасе свиней и телят.
В дальнейшем приобрёл специальность тракториста и перешёл работать помощником тракториста, комбайнёра. социалистическом соревновании регулярно отмечался высокими достижениями. В 1963 году занял почётное третье место в республиканском соревновании механизаторов по уборке кукурузы.
За успехи достигнутые в увеличении производства и заготовок пшеницы, ржи, гречихи, проса, риса, кукурузы и других зерновых и кормовых культур, Указом Президиума Верховного Совета СССР от 23 июня 1966 года Михаилу Григорьевичу Дынчеву было присвоено звание Героя Социалистического Труда с вручением ордена Ленина и золотой медали «Серп и Молот».
В дальнейшем продолжал трудовую деятельность.
Умер 30 марта 1983 года.

## Награды
За трудовые успехи удостоен:
- золотая звезда «Серп и Молот» (23.06.1966),
- орден Ленина (23.06.1966),
- другие медали.